# 타이완성 계엄령

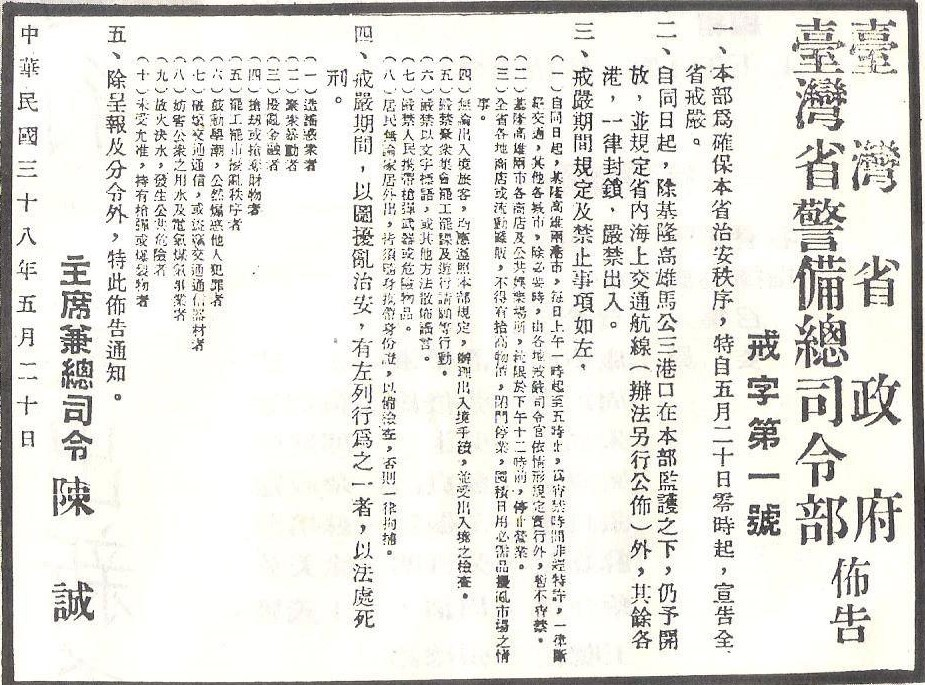
1949년 당시 타이완성 계엄령 포고문

타이완성 계엄령(臺灣省戒嚴令) 또는 타이완성 경비총사령부 포고계자 제1호(臺灣省警備總司令部佈告戒字第壹號)는 중화민국 전국에 1949년 5월 20일 0시부터 1987년 7월 15일까지 선포된 계엄령이다. 세계 역사상 가장 지속 기간이 길었던 전국계엄이며, 타이완에서는 이 시기를 계엄시대(戒嚴時代) 또는 계엄시기(戒嚴時期)로 불린다.

## 역사
- 1948년 12월 10일 : 중화민국 진마 지구 계엄령 선포
- 1949년 5월 19일 : 중화민국 타이완성 최고행정수장 겸 타이완성 경비 총사령관인 천청이 계엄령 반포
- 1949년 5월 20일 0시 : 타이완성 전역 계엄령 선포
- 1975년 4월 5일 : 장제스 총통 사망
- 1987년 7월 15일 : 장징궈 총통이 타이완성의 계엄령을 38년만에 해제하였다.
- 1992년 11월 7일 : 중화민국 진마 지구 계엄령 해제

## 같이 보기
- 계엄
- 제2차 세계 대전 이후 타이완
- 타이완의 정치
- 백색 테러
- 중화민국 형법 제100조
- 동원감란시기 임시조관